# Russell Allen
Pour les articles homonymes, voir Allen.
 (mars 2021).
Russell Allen (né le 19 juillet 1971) est un chanteur américain de heavy metal. Il est notamment connu pour être le chanteur du groupe Symphony X.

## Biographie
Il travaillait avant[Quoi ?] dans un restaurant appelé The medieval times où avaient lieu des représentations du Moyen Âge : ceci explique les influences médiévales qu'il a apportées sur le morceau the Accolade notamment[réf. nécessaire].
Russell Allen est reconnu comme étant l'un des meilleurs vocalistes du monde du heavy-metal d'aujourd'hui[réf. nécessaire]. Depuis l'album "The Damnation Game", sa voix fait vibrer[Quoi ?] dans son groupe Symphony X. Il participe essentiellement à l'écriture des textes. 
En 2005, il sort son album solo The Atomic Soul qui montre ses talents de musicien en plus de sa voix. L'année suivante, Magnus Karlsson, guitariste de Last Tribe et Starbreaker, fait appel à lui ainsi qu'à Jorn Lande pour enregistrer les parties chantées sur l'album The Battle. Cet album est sorti sous le nom de Allen-Lande. Il réitère l'expérience en 2007, toujours avec Lande et Karlsson, avec l'album The Revenge.
Il a rejoint Mike Portnoy (batteur de Dream Theater) pour former le supergroupe Adrenaline Mob en 2011. Le groupe a enregistré 2 albums : Omerta (2012) et Men of Honour (2014), ce dernier sans Mike Portnoy, qui quitte le groupe en 2013.
Il a aussi publié :
- Atomic Soul, un album solo en 2005 classé hard rock ;
- The Battle (2006) et The Revenge (2007) avec Jorn Lande, sous le nom Allen-Lande,puis en 2010 pour The Showdown
- Dying To Live (2015), réalisé sous la bannière Joel Hoekstra's 13

## Discographie

### Symphony X
- The Damnation Game (1995)
- The Divine Wings of Tragedy (1996)
- Symphony X / Superior / Vanden Plas (Divisé) (1997)
- Twilight in Olympus (1998)
- Behind the Mask (Compilation) (1998)
- Prelude to the Millennium - Essentials of Symphony (Compilation) (1998)
- V: The New Mythology Suite (2000)
- Live on the Edge of Forever (Album live) (2001)
- The Odyssey (2002)
- Rarities and Demos (Compilation) (2005)
- Forsaken / Set the World on Fire (Symphony X/Dream Theater) (Divisé) (2007)
- Paradise Lost (2007)
- The End of Innocence (Single) (2011)
- Iconoclast (2011)
- Without You (Single) (2015)
- Underworld (2015)

### Russell Allen's Atomic Soul
- Russell Allen's Atomic Soul (2005)

### Allen/Lande
- The Battle (2005)
- The Revenge (2007)
- The Showdown (2010)
- The Great Divide (2014)

### Adrenaline Mob
- Adrenaline Mob (EP) (2011)
- Undaunted (Single) (2012)
- Omertá (2012)
- Covertá (EP) (2013)
- Come On Get Up (Single) (2014)
- Men of Honor (2014)
- Dearly Departed (EP) (2015)
- We the People (2017)

### Level 10
- Chapter One (2015)

### Joel Hoekstra's 13
- Dying to Live (2015)
- Running Games (2021)

### Allen/Olzon
- Worlds Apart (2020)
- Army of Dreamers (2022)

### Apparitions d'invités
- Ayreon - Universal Migrator Part 2: Flight of the Migrator (2000) - chant invité sur "Dawn of a Million Souls" (comme Sir Rusel Allen)
- Star One - Space Metal (2002) - chant
- Star One - Live on Earth (Album live) (2003) - chant (comme Sir Russell Allen)
- Genius: A Rock Opera - Episode 2: In Search of the Little Prince (2004) - chant (comme le Dream League Commander)
- Cycle of Pain - Cycle of Pain (2009) - chant
- Dream Theater - Uncovered 2003-2005 (2009) - chant invité sur Cemetary Gates (Pantera cover)
- Avantasia - Angel of Babylon (2010) - chant invité sur Stargazers et Journey to Arcadia
- Avantasia - The Wicked Symphony (2010) - chant invité sur The Wicked Symphony et States of Matter
- ReVamp - ReVamp (2010) - chant invité sur Sweet Curse
- Star One - Victims of the Modern Age (2010) - chant (comme Sir Russell Allen)
- Takayoshi Ohmura - Devils in the Dark (2013) - chant invité sur Delusional Dream
- DGM - Momentum (2013) - voix d'invités supplémentaires sur Reason
- Timo Tolkki's Avalon - The Land of New Hope (2013) - chant invité sur Avalanche Anthem, A World Without Us et In the Name of the Rose
- Magnus Karlsson's Free Fall - Magnus Karlsson's Free Fall (2013) - chant invité sur Free Fall
- Iced Earth - Plagues Of Babylon (2014) - chant invité sur Highwayman (Jimmy Webb cover)
- Noturnall - Noturnall (2014) - chant invité sur Nocturnal Human Side
- Noturnall - First Night Live (2014) - chant invité sur Nocturnal Human Side
- Amadeus Awad's Eon - Book of Gates (Special Edition} (2014) - chant invité sur Visions, The Crown's Fate , The Book of Gates et Incarnation
- Magnus Karlsson's Free Fall - Kingdom of Rock (2015) - chant invité sur No Control (Acoustic Version) (Bonus track only)
- Trans-Siberian Orchestra - Letters from the Labyrinth (2015) - chant invité principal sur Not Dead Yet
- Magni Animi Viri - Heroes Temporis (World Edition) (2016) - chant
- Ayreon - The Source (2017) - chant (comme The President)
- Tony Dickinson - Listen to the Music - A Tribute to Dave Z (The Doobie Brothers cover) (Singl) (2020)
- The David Z Foundation - Tooth and Nail (Dokken cover) (Singl) (2021) (Note: Cette vidéo a été réalisée dans le cadre de la collecte de fonds All-Star de la David Z Foundation le dimanche 7 mars 2021.)
- Jeff Scott Soto - The Duets Collection: Vol. 1 (2021) - chant invité sur Callin' All Girls
- ANIE -  Time For Us To Shine (Single) (2021) - chant invité
- Star One - Revel in Time (2022) - chant invité principal sur "28 Days (Till the End of Time)"
- ANIE - Time to Lose (Single) (2022) - chant invité
- Alestorm - The Thunderfist Chronicles (2025) - chant invité sur "Mega-Supreme Treasure of the Eternal Thunderfist" (comme Sir Russell Allen)

### Apparitions sur des albums hommage
- Various artists - Ronnie James Dio: This Is Your Life (2014) - "The Mob Rules" (Adrenaline Mob)